# ブルック・スミス (バスケットボール)
ブルック・スミス（Brooke Smith 1984年4月30日 - ）は、アメリカ合衆国のバスケットボール選手。

## 経歴
カリフォルニア州サン・アンセルモで生まれ、ケントフィールドのマリン・カソリック高校へ進学した。在学中、女子バスケットボール・コーチ協会によりマクドナルド・オール・アメリカンに選出され、2002年の試合で8得点を記録している。
2002年から2003年にかけての新入生のシーズンはデューク大学へ進学して25試合に出場し、85得点を記録した。翌年よりスタンフォード大学へ移籍、最初のシーズンは出場がなかったが、2004年から2007年にかけての3シーズンで103試合に出場し、1520得点をあげた。2005年にはアメリカ合衆国代表として2005年夏季ユニバーシアードに出場し、24本中19本のシュートを決めて優勝に貢献した。
卒業後、2007年のWNBAドラフトでミネソタ・リンクスに2位指名（全体23位）されたが、4月26日にリリースされ、29日にコネチカット・サンと契約したが、5月11日にリリースされた。同年イタリアへ渡り、セリエA-1のヴィルトス・ヴィテルボに加入した
。2008年から2010年には、同じくセリエA-1のプール・コメンスでプレーした。2010年から2011年のシーズンでは女子ユーロリーグに出場し、2010年はクラス・バスケット・タラントでプレーし8試合に出場、2011年にはタルブGBに移籍し2試合に出場した。2011年から2012年のシーズンは、プール・コメンスに復帰したが、この年限りでイタリアを離れた。
セリエAとWNBAの開催時期の違いから2008年にはフェニックス・マーキュリーとも契約し、2010年までプレーした。その間の2009年にはWNBAチャンピオンとなっている。